# Erinnerungsmedaille für die Veteranen 1848 und 1849 (Oldenburg)
Die Erinnerungsmedaille für die Veteranen 1848 und 1849 wurde am 4. Juni 1898 von Großherzog Nikolaus Friedrich Peter von Oldenburg gestiftet.
Sie konnte an alle Veteranen der Kriege 1848 und 1849 für Schleswig und Holstein verliehen werden, die bei den Oldenburgischen Truppen ehrenvoll gekämpft hatten.
Die bronzene Medaille zeigt auf der Vorderseite die verschlungenen Initialen des Stifters, die von einer Krone überragt sind. Rückseitig in der Mitte 1848 UND 1849 und umlaufend FELDZUEGE IN SCHLESWIG HOLSTEIN.
Das Ordensband setzt sich aus drei ponceauroten und zwei dunkelblauen Streifen zusammen.
Getragen wurde die Auszeichnung am Band auf der linken Brust.